# Branč
Branč (in ungherese Berencs) è un comune della Slovacchia facente parte del distretto di Nitra, nella regione omonima.